# پالانتیر تکنولوژیس
پالانتیر تکنالوجیس (انگلیسی: Palantir Technologies) شرکت نرم‌افزار آمریکایی است، که در سال ۲۰۰۳ توسط پیتر تیل تأسیس شد. حوزه فعالیت این شرکت تجزیه و تحلیل کلان‌داده است. 
کارفرماهای اصلی پالانتیر جامعه اطلاعاتی ایالات متحده آمریکا، سیا، اف‌بی‌آی، مرکز کنترل و پیشگیری از بیماری و وزارت دفاع ایالات متحده آمریکا، همچنین نیروی هوایی آمریکا، سپاه تفنگداران دریایی آمریکا و فرماندهی عملیات ویژه آمریکا می‌باشند و شرکت‌هایی چون مورگان استنلی، ایرباس، مرک و گروه فیات کرایسلر، همچنین چندین سازمان پلیس کشور های اروپایی از خدمات پالانتیر استفاده می‌کنند.